# Leucauge argentina
Leucauge argentina este o specie de păianjeni din genul Leucauge, familia Tetragnathidae. A fost descrisă pentru prima dată de Johan Coenraad van Hasselt în anul 1882. Conține o singură subspecie: L. a. nigriceps.